# Dorinel Munteanu
Dorinel Ionel Munteanu (Grădinari, 25 juni 1968) is een Roemeense voetbalcoach en voormalig voetballer.
Munteanu was een polyvalente middenvelder die tijdens zijn spelerscarrière uitkwam voor clubs als Dinamo Boekarest, Wolfsburg, FC Köln en Cercle Brugge. Hij voetbalde ook meer dan 15 jaar voor het Roemeens voetbalelftal, met wie hij deelnam aan het WK 1994, EURO 96, het WK 1998 en EURO 2000. Met 134 interlands is hij ook recordinternational. Na zijn spelerscarrière werd hij in zijn geboorteland trainer.

## Spelerscarrière

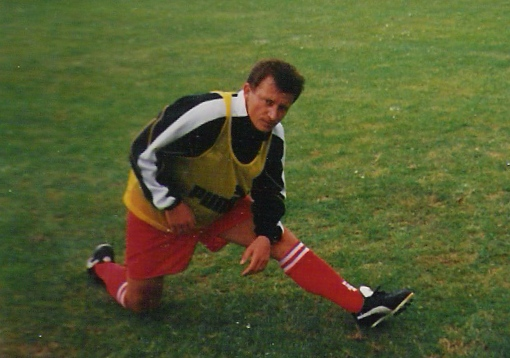
Munteanu als speler van FC Köln (1996).

In het seizoen 1986/87 maakte de toen 18-jarige Dorinel Munteanu zijn debuut in het eerste elftal van het bescheiden Metalul Bocșa. Via respectievelijk Reșița en Olt Scornicești belandde de linksvoetige middenvelder in 1989 bij Inter Sibiu. Met die club won hij twee jaar later zijn eerste prijs. Inter Sibiu won toen de inmiddels opgedoekte Balkan Cup na verlengingen tegen het Joegoslavische Budućnost Podgorica.
Nadien tekende Munteanu bij de Roemeense topclub Dinamo Boekarest, waar hij een ploegmaat werd van onder meer Tibor Selymes en samenwerkte met de Nederlandse coach Rinus Israël. In zijn eerste seizoen veroverde Dinamo meteen de landstitel. In 1993 ruilde zowel Munteanu als Selymes de club in voor Cercle Brugge.
Munteanu, als verdedigende middenvelder, en Selymes, als linkermiddenvelder, werden meteen een vaste waarde bij Cercle Brugge. Vooral Munteanu speelde zich meermaals in de kijker. In zijn eerste seizoen greep hij net naast de trofee voor Profvoetballer van het Jaar. Hij kon na zijn eerste jaar in België ook rekenen op de interesse van verscheidene buitenlandse clubs, maar Cercle hield hem in Brugge. De vereniging had met topschutter Josip Weber immers al een sterkhouder verloren. Een seizoen later zocht de Roemeen dan toch andere oorden op.
Munteanu sloot zich in 1995 aan bij FC Köln. Hij werd er een vaste waarde op het middenveld en speelde in vier seizoenen meer dan 100 wedstrijden voor de club uit Keulen. In 1999 versierde hij een transfer naar Wolfsburg. Ook daar kwam hij in vier seizoenen aan meer dan 100 wedstrijden. Na acht jaar in Duitsland keerde de transfervrije middenvelder terug naar zijn vaderland.
In Roemenië speelde de 35-jarige Munteanu nog twee jaar voor Steaua Boekarest, de stadsrivaal van zijn ex-club Dinamo. In 2005 veroverde hij met Steaua zijn tweede landstitel. Munteanu stapte uiteindelijk op na een conflict met voorzitter Mihai Stoica.

## Trainerscarrière
In 2005 tekende hij bij concurrent CFR Cluj, waar hij als speler-trainer aan de slag mocht. Onder zijn leiding bereikte Cluj de finale van de Intertoto Cup. In de loop van het seizoen 2006/07 gingen Cluj en Munteanu uit elkaar. Meteen daarna werd hij speler-trainer bij Argeș Pitești, dat toen laatste stond in de competitie. Maar ook na de komst van Munteanu kon de club niet aan de degradatie ontsnappen. Nog voor het einde van het seizoen werd hij ontslagen.
In geen tijd werd de Roemeense speler-trainer aangesteld bij FC Vaslui. De net geen 40-jarige middenvelder speelde 16 wedstrijden voor Vaslui, dat onder zijn trainerschap geen prijzen won. In september 2008 ging hij aan de slag bij Universitatea Cluj, dat hij na zeven wedstrijden inruilde voor zijn ex-club Steaua Boekarest. Het betekende het definitieve einde van zijn spelerscarrière. Als coach van Steaua Boekarest hield hij het acht duels vol. Ditmaal werd hij ontslagen door voorzitter George Becali.
Na een korte periode bij zijn vroegere werkgever Universitatea Cluj belandde Munteanu in juli 2009 bij Oțelul Galați. Onder zijn leiding werd de bescheiden club in 2011 voor het eerst in zijn geschiedenis landskampioen. De verrassende prestatie leverde Oțelul Galați ook een ticket voor de UEFA Champions League op. Het team van Munteanu verloor in de groep van Manchester United, Benfica en Basel alle wedstrijden. Toen Oțelul Galați vervolgens ook slecht aan het seizoen 2012/13 begon, werd Munteanu aan de deur gezet.
In november 2012 keerde hij terug naar Dinamo Boekarest, maar lang duurde zijn verblijf in de Roemeense hoofdstad niet. Na vier wedstrijden stapte hij op. Munteanu wilde naar eigen zeggen zijn droom om een buitenlandse club te coachen nastreven. Een dag later tekende hij een contract bij het Russische Mordovia Saransk. Toen de club in 2013 degradeerde, werd hij aan de deur gezet. Op 31 juli 2013 werd hij in Rusland coach van Koeban Krasnodar. In oktober 2013 werd hij ontslagen.
Later werd hij trainer bij Otelul Galati.

## Nationale ploeg
In 1991, toen Dorinel Munteanu nog uitkwam voor Inter Sibiu, werd hij voor het eerst geselecteerd voor het Roemeens voetbalelftal. Bij de nationale ploeg werd hij op verscheidene posities uitgespeeld. Zo werd de Roemeen met de kleine gestalte ingeschakeld als linksachter, linkermiddenvelder en spelverdeler. Een groot deel van zijn internationale carrière speelde hij in dienst van sterspeler Gheorghe Hagi. Hij maakte zijn debuut onder leiding van bondscoach Mircea Rădulescu op 23 mei 1991 in de vriendschappelijke uitwedstrijd tegen Noorwegen (1-0) in Oslo, net als Ioan Moga (CS Gloria Bistriţa) en Ovidiu Hanganu (FC Corvinul Hunedoara).
Munteanu speelde vier grote toernooien met Roemenië. In 1994 nam hij deel aan het WK in de Verenigde Staten. Roemenië bereikte toen de kwartfinale, waarin het na strafschoppen verloor van Zweden. Eerder had het Argentinië uitgeschakeld met 3-2. Twee jaar later vloog Roemenië er in de eerste ronde van EURO 96 uit. Op het WK 1998 overleefde Roemenië de groepsfase wel. De Roemenen werden groepswinnaar in de poule van Engeland, Colombia en Tunesië. In de tweede ronde bleek Kroatië te sterk. In 2000 speelde Munteanu in België en Nederland zijn laatste toernooi. Roemenië deelde op EURO 2000 een groep met voetbalgrootmachten Duitsland, Engeland en Portugal. Munteanu, die in het duel tegen Engeland scoorde, wist zich met zijn land verrassend te plaatsen voor de volgende ronde. Het werd tweede na groepswinnaar Portugal. In de kwartfinale verloor Roemenië met 2-0 van Italië.
In 2005 werd Munteanu recordinternational met 126 interlands. Nadien kwam hij nog acht keer in actie voor Roemenië. In 2007 speelde hij zijn laatste interland.